# Листяні ліси Центральної Кореї
Листяні ліси Центральної Кореї (ідентифікатор WWF: PA0413) — палеарктичний екорегіон помірних широколистяних та мішаних лісів, розташований на Корейському півострові.

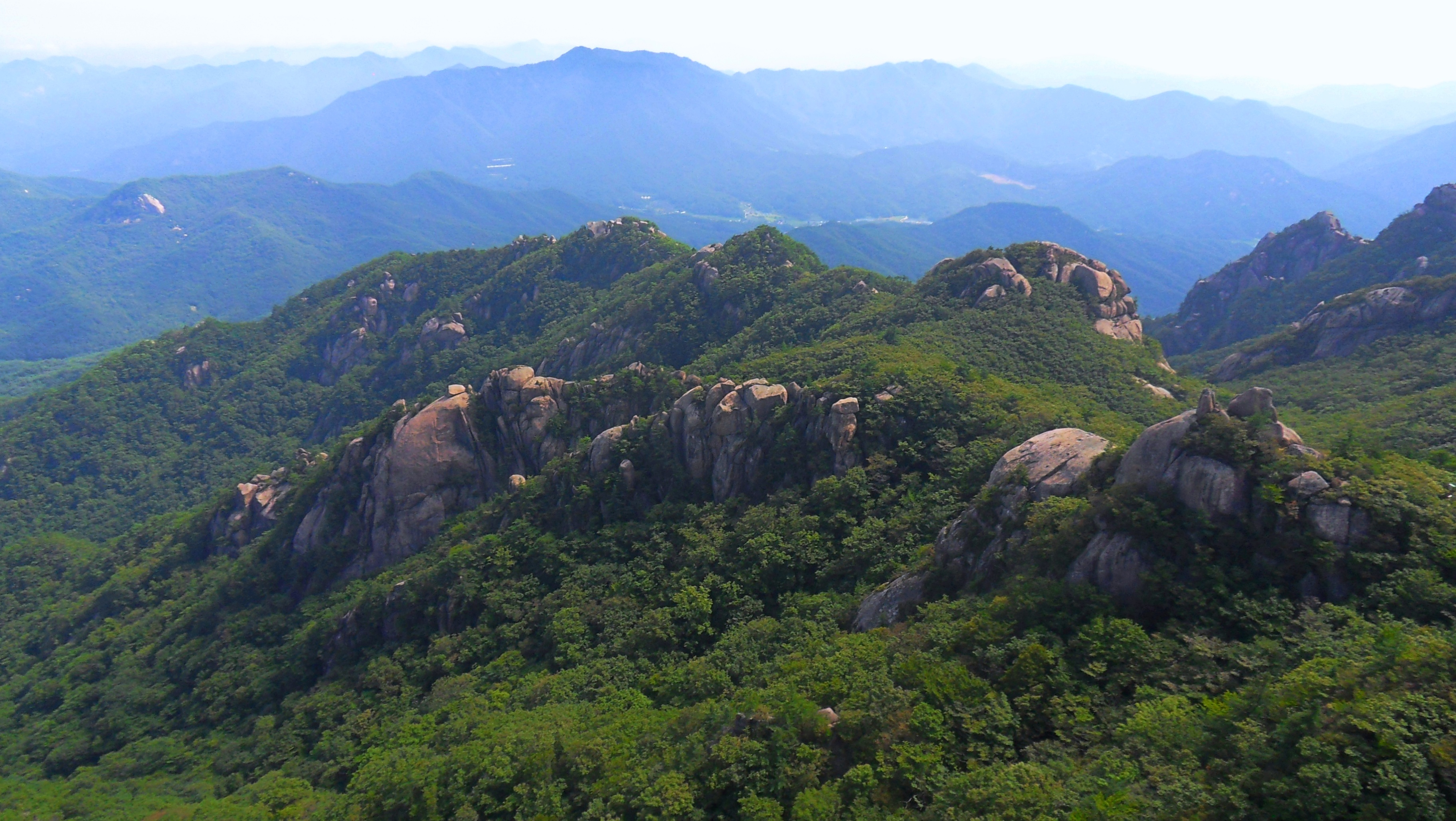
Вид на гору Сонгінсан

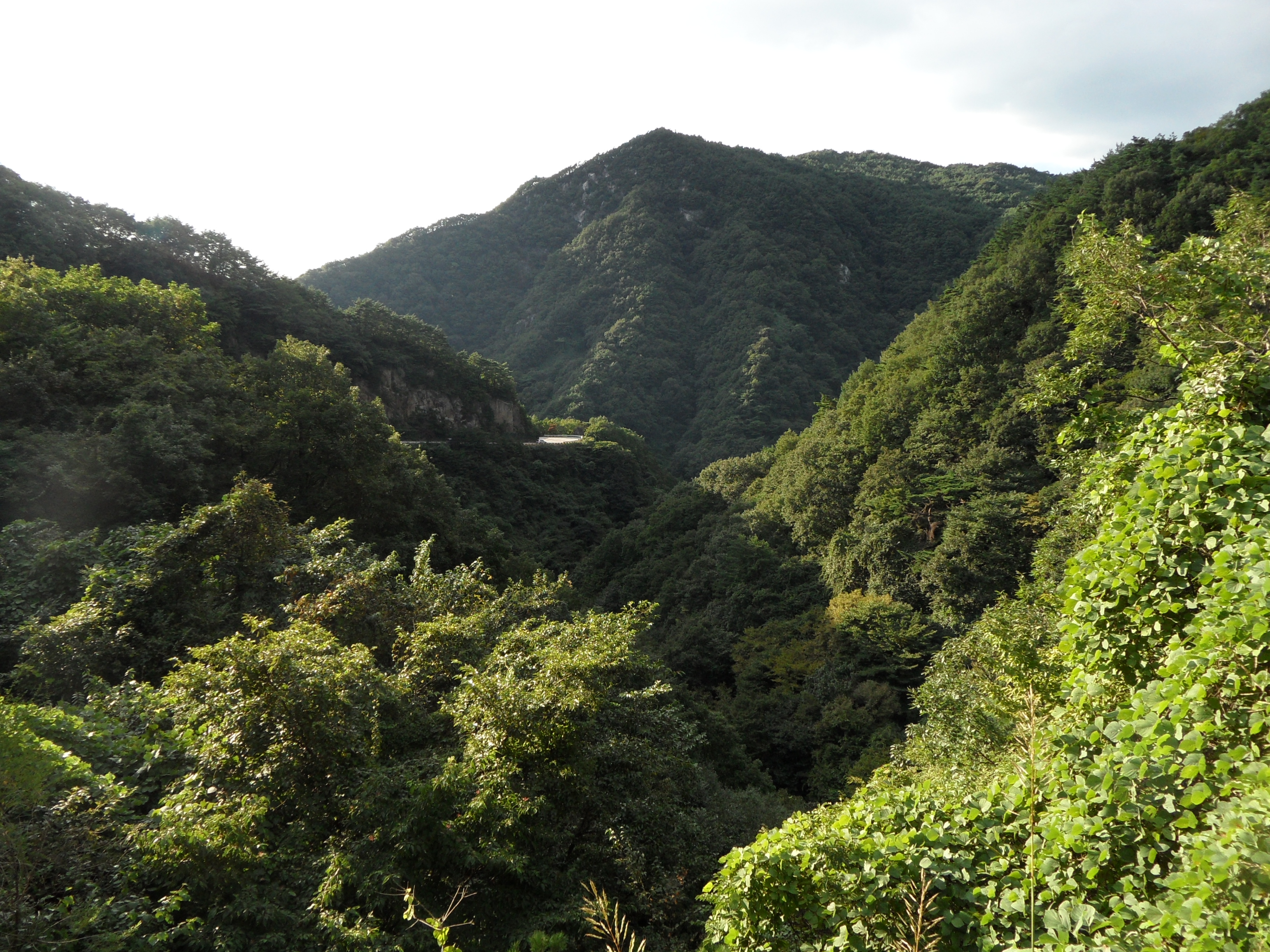
Ландшафт національного парку Національний парк Чірісан

## Географія
Екорегіон листяних лісів Центральної Кореї охоплює більшу частину Кореї, за винятком південного узбережжя та гористої півночі. Корейський півострів простягається з півночі на південь, із заходу він омивається Жовтим, а зі сходу — Японським морем. Рельєф регіону переважно горбистий та гористий, хоча висота гір Центральної Кореї рідко перевищує 1200 м. На сході півострова з півночі на південь простягаються Східнокорейські гори, або гори Тебек, а на південний захід від них розташовані гори Собек. В Східнокорейських горах беруть свій початок річки Ханган та Нактонган, а в горах Собек — річка Кимган. В північних горах екорегіон переходить у маньчжурські мішані ліси, а на півдні Корейського півострова — у вічнозелені ліси Південної Кореї.

## Клімат
На більшій частині екорегіону переважає вологий континентальний клімат (Dwa або Dfa за класифікацією кліматів Кеппена). Влітку в екорегіоні триває тепла, волога погода з рясними мусонними дощами. Середньорічна кількість опадів на більшій частині Кореї перевищує 1000 мм, причому більш ніж 2/3 з них випадає з червня по вересень. Взимку переміщення континентальних повітряних мас з глибин Азії призводить до низьких температур і низької кількості опадів, хоча іноді трапляються снігопади. Весна і осінь м'які і короткочасні. Середні температури в прибережних районах на заході півострова в липні коливаються від 22,5 до 25 °С, а в січні від -5 до -2,5 °С. Загальна кількість опадів, як правило, значно змінюється з року в рік, нерідко трапляються посухи. Хоча Корейський півострів зазнає впливу тайфунів, він менш вразливий до них, ніж інші частини Східної Азії, такі як Японія, Тайвань і східне узбережжя Китаю.

## Флора
Основними лісовими угрупованнями екорегіону є широколистяні ліси, видовий склад яких змінюється з півночі на південь. Як і в листяних лісах на північному сході Північної Америки, в особливо прохолодних або в нещодовно порушених місцевостях зустрічаються хвойні дерева. Значна частина лісів екорегіону була знищена, а на їх місці були створені сільськогосподарські угіддя. Первинні ліси збереглися переважно у віддалених гірських районах.
Основу лісів, поширених у помірно теплій південній частині екорегіону, складають граби Тьоносуке (Carpinus tschonoskii) та рідкоцвіті граби (Carpinus laxiflora). Серед інших дерев, що зустрічаються в цих лісах, слід відзначити чорну японську сосну (Pinus thunbergii), японський клен (Acer palmatum), найгостріший дуб (Quercus acutissima) та різні види стираксів (Styrax spp.). Також для лісів, що ростуть в південній частині екорегіону, характерні зарості листоколосників (Phyllostachys spp.), різновиду бамбуків, хоча вони частіше зустрічаються в лісах, які були порушені вирубкою. 
В лісах, що ростуть у помірно-прохолодній північній частині екорегіону, переважають монгольські дуби (Quercus mongolica), пилчасті дуби (Quercus serrata) та маньчжурські ялиці (Abies holophylla). Серед інших широколистяних дерев, що ростуть в лісах на півночі екорегіону, слід відзначити дрібнолистий клен (Acer pictum subsp. mono), каркас Бунге (Celtis bungeana), корейський ясен (Fraxinus chinensis subsp. rhynchophylla), маньчжурський горіх (Juglans mandshurica), амурську маакію (Maackia amurensis), шишконосу платікарію (Platycarya strobilacea), звичайну черемху (Prunus padus), уссурійську грушу (Pyrus ussuriensis), а також різні види берези (Betula spp.), грабу (Carpinus spp.), верби (Salix spp.) та в'язу (Ulmus spp.).
У горах в центральній і південній частинах екорегіону росте кілька ендемічних видів дерев, зокрема корейські туї (Thuja koraiensis) та корейські ялиці (Abies koreana). У віддалених частинах екорегіону зустрічається дуже рідкісний азійський женьшень (Panax ginseng), який цінується за його лікарські властивості.

## Фауна
Серед поширених в екорегіоні ссавців слід відзначити азійську сарну (Capreolus pygargus), корейську кабаргу (Moschus moschiferus parvipes), китайського водяного оленя (Hydropotes inermis), дику свиню (Sus scrofa), корейську лисицю (Vulpes vulpes peculiosa), корейського єнота (Nyctereutes procyonoides koreensis), бенгальського кота (Prionailurus bengalensis), річкову видру (Lutra lutra), азійського барсука (Meles leucurus amurensis), харзу (Martes flavigula), сибірську мустелу (Mustela sibirica), амурського їжака (Erinaceus amurensis), звичайну вивірку (Sciurus vulgaris), корейського зайця (Lepus coreanus), сибірську політуху (Pteromys volans), сибірського бурундука (Eutamias sibiricus) та китайську норицю (Lasiopodomys mandarinus). Також в лісах екорегіону зустрічаються рідкісні вовки (Canis lupus) та уссурійські білогруді ведмеді (Ursus thibetanus ussuricus). Раніше в екорегіоні мешкали амурські тигри (Panthera tigris altaica), амурські пардуси (Panthera pardus orientalis), ізюбри (Cervus canadensis xanthopygus) та маньчжурські плямисті олені (Cervus nippon mantchuricus), однак наразі вони повністю або майже повністю вимерли.
Серед птахів, що зустрічаються в екорегіоні, слід відзначити дуже рідкісного чубатого галагаза (Tadorna cristata), що перебуває на межі зникнення. В долинах річок, на солоноводних і прісноводних болотах гніздяться та зимують рідкісні японські журавлі (Grus japonensis) та даурські журавлі (Antigone vipio). Близько 600 журавлів гніздяться в демілітаризованій зоні, що розділяє Північну та Південну Корею. Ця зона є важливим місцем, де зупиняються журавлі під час міграції з місць гніздування на північному сході Китаю та Далекому Сході Росії. Також в екорегіоні мешкають корейські білочереві жовни (Dryocopus javensis richardsi). Ці дятли гніздяться в дуплах старих дерев у густих лісах, тому вони стали надзвичайно рідкісними, коли ці ліси почали масово вирубатися. Серед інших птахів, що зустрічаються в лісах екорегіону, слід відзначити китайську піту (Pitta nympha) та звичайного фазана (Phasianus colchicus). Загалом в регіоні гніздиться понад 114 видів птахів.
Серед поширених в екорегіоні плазунів слід відзначити корейського сцинка (Scincella vandenburghi), амурську довгохвостку (Takydromus amurensis), корейську довгохвостку (Takydromus wolteri), червоносмугого вовкозуба (Dinodon rufozonatum), візерункового полоза (Elaphe dione), полоза Шренка (Elaphe schrenckii), корейського полоза (Elaphe anomala), уссурійського щитомордника (Gloydius ussuriensis), червоноспинного полоза (Oocatochus rufodorsatus), смугастого полоза (Orientocoluber spinalis), японського вужа (Hebius vibakari), тигрового вужа (Rhabdophis tigrinus), китайську ставкову черепаху (Mauremys reevesii) та амурську м'якотілу черепаху (Pelodiscus maackii). Серед амфібій регіону слід відзначити корейського кутозуба (Hynobius leechii), корейську ропуху (Bufo stejnegeri), корейську жабу (Rana coreana) та чорноплямисту жабу (Pelophylax nigromaculatus). Ендеміками екорегіону є корейські карсенії (Karsenia koreana) та сувонські жаби (Dryophytes suweonensis).

## Збереження
Оцінка 2017 року показала, що 5236 км², або 5 % екорегіону, є заповідними територіями. Природоохоронні території включають: Національний парк Пукхансан, Національний парк Пьонсан-Бандо, Національний парк Чіаксан, Національний парк Тогюсан, Національний парк Каясан, Національний парк Керьонсан, Національний парк Чірісан, Національний парк Неджангсан, Національний парк Собексан, Національний парк Сонгісан та Національний парк Вораксан.
Через Корейський півострів із заходу на схід проходить Корейська демілітаризована зона. Вона позначає лінію перемир'я 1953 року, яке поклало край Корейській війні, і з тих пір слугує фактичним кордоном між Північною Кореєю та Південною Кореєю. Демілітаризована зона має ширину приблизно 4 кілометри, вона є знелюдненою, а доступ до неї цивільних осіб обмежений. Протягом десятиліть ліси та водно-болотні угіддя в межах зони повернулися до свого природного стану, і вона стала притулком для диких тварин, зокрема для осілих і перелітних птахів.